# Rotokasz nyelv
A rotokasz nyelv Pápua Új-Guinea Bougainville tartományában beszélt természetes nyelv. (Bougainville szigetet földrajzilag a Salamon-szigetekhez sorolják). A pápua vagy keleti pápua nyelvekhez tartozik, azon belül az északi vagy nyugati Bougainville nyelvekhez, de ez a kategorizálás jelenleg még kérdéses.
Beszélőinek száma kb. 4000. Három dialektust különböztetnek meg benne: a központi rotokasz ("valódi rotokasz"), valamint az aita és pipipaia nyelvjárásokat.
A központi rotokasz rendkívül kevés fonémából épül fel: a fonémakészlet 5 magánhangzót és 6 mássalhangzót tartalmaz.
A magánhangzók a következők: a e i o u .

A magánhangzóknak van rövid és hosszú változatuk, mint pl. a magyarban az o-ó, u-ú párok.
A mássalhangzók a következők: p - b, t - d, k - g.
Ezek a mássalhangzók is zöngétlen-zöngés párokat alkotnak.
A rotokasz ábécé ezek szerint 11 betűből állhatna, de abba felvették az S betűt is, ami a T egy változata, így a 12 betűs rotokasz ábécé a következő: A E G I K O P R S T U V - (a V a B helyett áll, és a R a [ɾ, n, l, d] hangcsoportot jelöli, amelyek felcserélhetőek).
A rotokaszban nincsenek nazális hangok, a rotokasz beszélők azokat csak tréfásan vagy gúnyosan a nem-rotokasz beszédet imitálva használják.
A nyelvben a hangsúly általában az első szótagra esik, a hosszabb szavakban az első és harmadik szótag hangsúlyos, az öt vagy többszótagú szavaknál az utolsó-előtti-előtti szótagra esik. A hosszú magánhangzók és az igeragozás azonban felboríthatja ezt a rendszert.
Maga a rotokasz nyelv mondatrészei sorrendje szerint egy SOV – alany–tárgy–állítmány – típusú nyelv, amiben a melléknevek és a (mutató) névmások megelőzik a hozzájuk tartozó névszót. A névszókhoz névutók járulhatnak. A határozók helye a mondatban elég szabad, azonban mind megelőzik a mondat állítmányát, az igét. 

Egy példamondat:
| osirei-toarei                                 | avuka-va   | iava | ururupa-vira | tou-pa-si-veira            |
| eye-MASC.DL                                   | old-FEM.SG | POST | closed-ADV   | be-PROG-2.DL.MASC-HABITUAL |
| "The old woman's eyes are shut."              |            |      |              |                            |
| "Az öregasszony[nak a] szemei csukva vannak." |            |      |              |                            |